# Udo Lehmann
Pour les articles homonymes, voir Lehmann.
Udo Lehmann, né le 28 mai 1973 est un sportif allemand pratiquant le bobsleigh.

## Palmarès

### Championnats monde
- Médaille d'or en bob à 4 en 2004
- Médaille de bronze en bob à 4 en 1995.